# Вырвич, Валерий Александрович
Вале́рий Алекса́ндрович Вы́рвич (5 марта 1967, Мозырь) — советский и белорусский гребец, выступал за сборные СССР и Белоруссии по академической гребле в 1980-х — 1990-х годах. Многократный победитель республиканских и молодёжных регат, участник летних Олимпийских игр в Сеуле. На соревнованиях представлял Гомельскую область, мастер спорта международного класса. Также известен как тренер по гребле, старший тренер национальной сборной Республики Беларусь.

## Биография
Валерий Вырвич родился 5 марта 1967 года в городе Мозырь Гомельской области Белорусской ССР. Активно заниматься академической греблей начал в раннем детстве, проходил подготовку в гомельском государственном училище олимпийского резерва, позже состоял в гомельском Спортивном клубе Вооружённых сил. Первого серьёзного успеха добился в 1986 году, когда стал чемпионом IX Спартакиады народов СССР в Москве. Год спустя одержал победу в зачёте юниорского всесоюзного первенства в Ростове-на-Дону. Ещё через год впервые стал чемпионом Советского Союза среди взрослых спортсменов — в распашных двойках без рулевого.
Благодаря череде удачных выступлений удостоился права защищать честь страны на летних Олимпийских играх 1988 года в Сеуле — вместе с напарником Игорем Зуборенко занял в безрульных распашных двойках шестое место.
После сеульской Олимпиады Вырвич остался в основном составе советской национальной сборной и продолжил принимать участие в крупнейших международных регатах. Так, в 1989 году он выиграл всесоюзное первенство в распашных четвёрках без рулевого и побывал на чемпионате мира, прошедшем на Бледском озере в Югославии, где в той же дисциплине пришёл к финишу восьмым. За выдающиеся спортивные достижения удостоен почётного звания «Мастер спорта СССР международного класса».
Впоследствии ещё в течение многих лет оставался действующим спортсменом, представлял Белоруссию на различных международных турнирах. Например, в 1997 году в распашных восьмёрках с рулевым занял девятое место на чемпионате мира во французской Савойе. Завершив карьеру профессионального спортсмена, работал тренером в гомельском государственном училище олимпийского резерва, возглавлял сборную Белоруссии по академической гребле.